# Argentre (merk)
Argentre is een historisch Frans motorfietsmerk.
De bedrijfsnaam was Ets. Argentre, Paris.
Argentre was een Frans motorfietsmerk dat van 1927 tot 1932 motorfietsen met 247- en 347cc-tweetaktmotoren en 348cc-viertaktmotoren produceerde. Deze viertaktmotoren waren zowel zij- als kopkleppers, inbouwmotoren die werden geleverd door het Britse merk JAP.